# Ярмолюк Микола Якович
Микола Якович Ярмолюк (нар. 1 травня 1932 р. в с. Прибережне, Ружинського району, Житомирської області) — український письменник, журналіст, член НСПУ з 15 березня 1976 року.

## Біографія
Ярмолюк Микола Якович народився 1 травня 1932 року в селі Пустоха, що на Житомирщині в багатодітній селянській родині. У 1932—1933 рр. у нього померли три брати і сестра.

### Освіта
До радянсько-німецької війни закінчив перший клас. В окупацію в школу не ходив. 2 та 3 клас закінчив у місцевій школі, а 4-8 класи — в сусідньому селі, Голубівка. 

"Навчання було непросте. У другому класі жодного підручника не було, у третьому класі з’явилися – по одному на клас. Писали бузиновими чорнилами на рудому папері. Вчителів не вистачало – багато загинули на війні. Ходили в полотняній одежі, на ногах – чуні, з камер автомобіля. Завжди хотілося їсти." - згадував про своє навчання М. Ярмолюк
На момент призиву до армії (квітень 1952 р.), закінчив 9 класів. Під час служби в Прибалтиці екстерном склав іспити за 9-10 класи, пройшов короткострокові офіцерські курси і у званні молодшого лейтенанта в 1954 році відбув у запас.
В 1964 році закінчив Житомирський сільськогосподарський інститут (заочно).
В 1966-1968 рр. навчався у Вищій партійній школі при ЦК КПУ (стаціонар).

### Родина
Батько Яків Сергійович (1896—1953 рр.) — директор колгоспного цегельного заводу, 1943 року був мобілізований до лав радянської армії. Мати Харитина Яківна (1902—1994 рр.) — колгоспниця, дружина Ольга Андріївна (1936 р.) — медична сестра, син Сергій (1957 р.) — доктор хімічних наук, професор, завідувач відділу комбінаторної хімії Інституту молекулярної біології і генетики НАН України, дочка Наталія (1959 р.) — журналістка, директор Радомишльського територіального центру соціального обслуговування.

### Кар'єра
- 1954-1958 рр.  — почав працювати інструктором в Ружинському районному комітеті комсомолу, активно пишучи статті до газет. Ще під час служби в армії, Микола Якович писав вірші, які друкувалися в районній газеті.
- Восени 1958 року почав працювати заступником редактора в Потіївській районній газеті «Колгоспне село». Після ліквідації району працював на різних журналістських посадах в Баранівській районній газеті, Дзержинській (нині Романівський) районній газеті.
- 1968  р.  — в столичному журналі «Дніпро» було надруковано перший твір «Сама в хаті», який критики оцінили досить позитивно. А по московському радіо твір прозвучав російською мовою.
- 1968-1975 рр.  — працював редактором районних газет Володарськ-Волинської «Прапор»
- 1975-1983  рр.  — редактор Радомишльської районної газети «Зоря Полісся».
- 1994-2003  рр.  — видавав власну районну газету «Радомисль». По припиненню її виходу кілька місяців працював заступником редактора Радомишльської районної газети «Зоря Полісся».[2][3]

### Творча діяльність
Поруч з журналістською долею розвивалась і письменницька доля. У своїх книгах Микола Якович описує життя своїх односельчан у роки війни і події, пов'язані з відбудовою села, і про навчання, і про любов до читання. Перше оповідання М. Ярмолюка «Сама в хаті» опублікував журнал «Дніпро» в 1968 році. Відтоді автор регулярно друкується в періодичній пресі. Вже в першій збірці оповідань «Ружі пливуть над водою» (1973) М. Ярмолюк постав перед читачем як автор вдумливий, спостережливий і своєрідний. Добре обізнаний з працею простого трудівника, якого раз і назавжди обрав предметом свого художнього дослідження, розуміє його найсокровенніші думки, вболіває, вміє знайти свіжі барви для розкриття його внутрішнього світу.
Микола Якович не без успіху пробує свої сили і у творах для дітей – «Сусіди, а між ними Василько» (1975), «Хутір Сторожа» (1999) і пригодницькій літературі – «Убивство на п’ятнадцятому кілометрі» (2008), «Чотири справи інспектора Турчина» (1978) – цей збірник повістей в 1981 році був удостоєний другої премії на республіканському конкурсі художніх творів про працівників органів внутрішніх справ.
Окремими виданнями виходили книги М. Ярмолюка «Життя прожить, не поле перейти» (2012), «Що було, що є, що буде» (2011), «Дві любові Миколи Галяса» (2011), «Дорога без початку і кінця» (2008), «Ой люди, людоньки» (2008), «Крізь рожевий туман» (2016). Останню книгу «Жито родить на життя» (2018), Микола Ярмолюк описував напівсліпим. Після операції на очах в 2017 році, зір автора почав слабшати. В 2018 році М. Ярмолюк майже повністю втратив зір.
Нині письменник живе і працює в Радомишлі (переїхав до нього в 1975 році).

## Книги автора
Романи, повісті, оповідання:
1. «Сама в хаті», 1968 рік
2. «Копали картоплю»
3. «Ружі пливуть за водою», 1973 рік[6]
4. «Весняне поле», 1974 рік[7]
5. «Тільки один день», 1978 рік[8]
6. «Земля його батька», 1981 рік[9]
7. «З роду Сіриків», 1984 рік[10]
8. «Сладкая горечь», 1986 рік[11]
9. «Люди і долі», 1986 рік[12]
10. «Дорога без початку і кінця», 1990 рік[13]
11. «Чорні дні самоти», 1997 рік[14]
12. «Самітня молода жінка», 1997 рік[15]
13. «Туга за коханням», 2002 рік[16]
14. «Діти ідуть далі», 2005 рік[17]
15. «Букет лісових квітів», 2007 рік[18]
16. «Ой люди, людоньки…», 2008 рік[19]
17. «Дорога без початку і кінця. Книга 2», 2008 рік[20]
18. «Дві любові Миколи Галяса», 2011 рік[21]
19. «Життя прожити, не поле перейти» другий том, 2012 рік[22]
20. «Крізь рожевий туман», 2016 рік[23]
21. «Жито родить на життя», 2018 рік[24]

Детективи:
1. Чотири справи інспектора Турчина, 1978 рік[25]
2. «Чужая беда», 1985 рік
3. «Полуничний сезон», 1987 рік[26]
4. «Після пожежі», 1991 рік[27]
5. «Чорна сила», 1991 рік
6. «Убивство на п'ятнадцятому кілометрі. Справа одинадцята. Слідами однієї смерті. Справа дванадцята», 2008 рік[28]

Для дітей:
1. «Сусіди, а між ними Василько», 1975 рік[29]
2. «Хутір Сторожа», 1999 рік[30]

Публіцистика:
1. «Що було, що є і що буде», 2011 рік[31]

## Нагороди
- 1981 р. — книгу повістей «Чотири справи інспектора Турчина» було визнано найкращою на Республіканському літературному конкурсі на найкращий художній твір про діяльність органів внутрішніх справ.
- 2010 р. — отримав премію ім. Івана Огієнка в галузі літератури[32][33].
- 2011 р. — В номінації «Гран-Прі», щорічного Житомирського обласного конкурсу «Книга року», перемогла книга «Що було, що є і що буде»[34].
- 2012 р. — В номінації «Проза року», щорічного Житомирського обласного конкурсу «Книга року», перемогла книга «Життя прожити, не поле перейти»[35].
- 2014 р. — став лауреатом премії ім. Василя Земляка[36].
- 2017 р. — В номінації «Проза року», щорічного Житомирського обласного конкурсу «Книга року», перемогла книга «Крізь рожевий туман»[37].
- 2019 р. — отримав премію ім. Лесі Українки в номінації «Література»[38].
- 2021 р. — лауреат Всеукраїнської літературно-мистецької премії імені Василя Юхимовича[39].